# Empirekvartalet

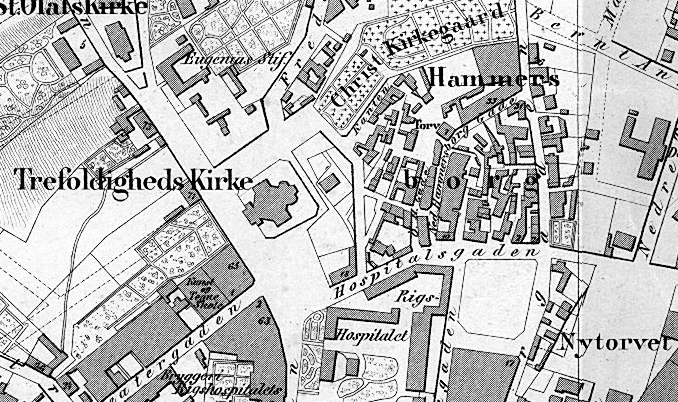
Det dåvarande Rikshospitalet på en karta från 1860 över Hammersborg.

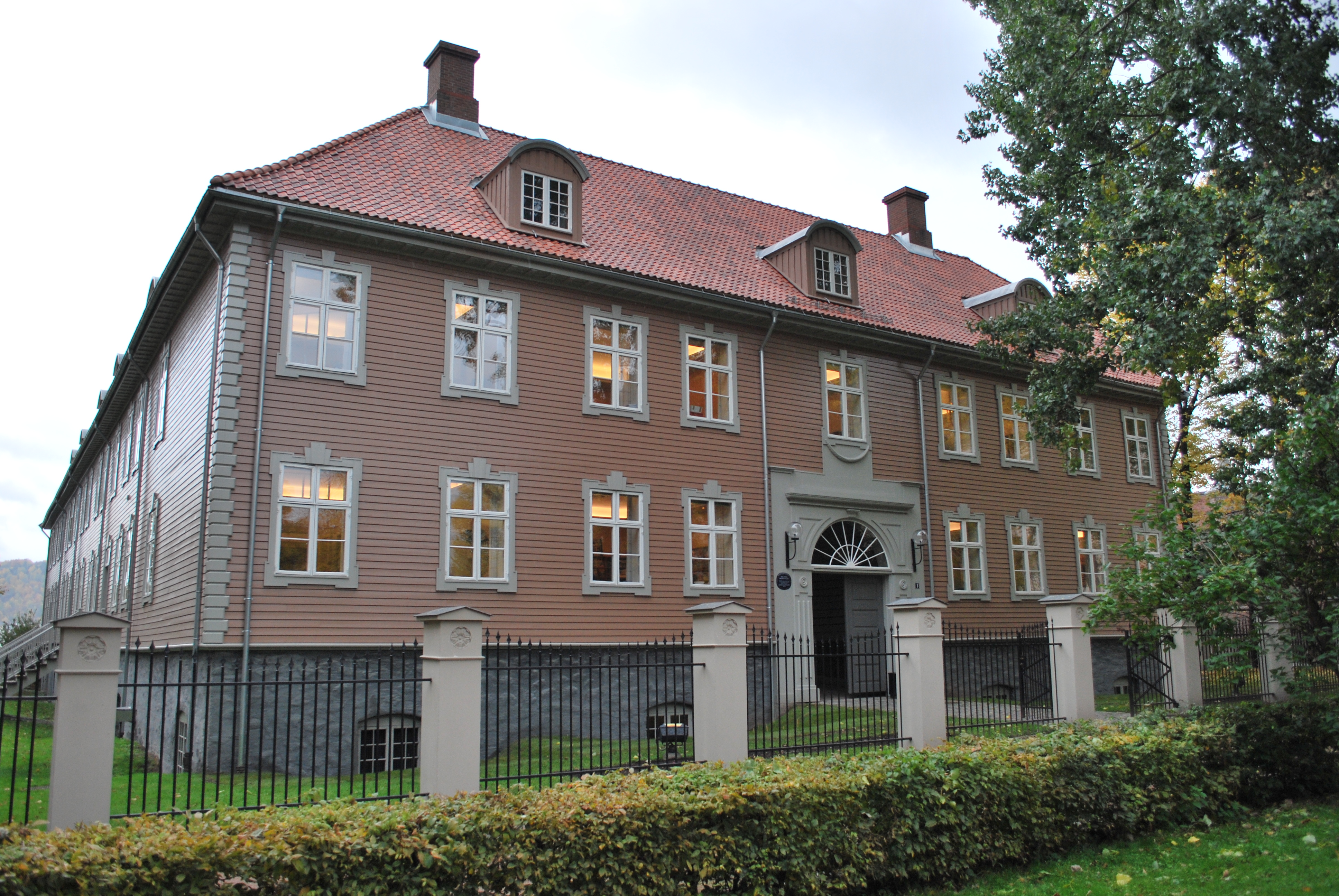
Militærhospitalet, fasaden som var ut mot gatan, här återuppförd på Grev Wedels plass i Oslo.

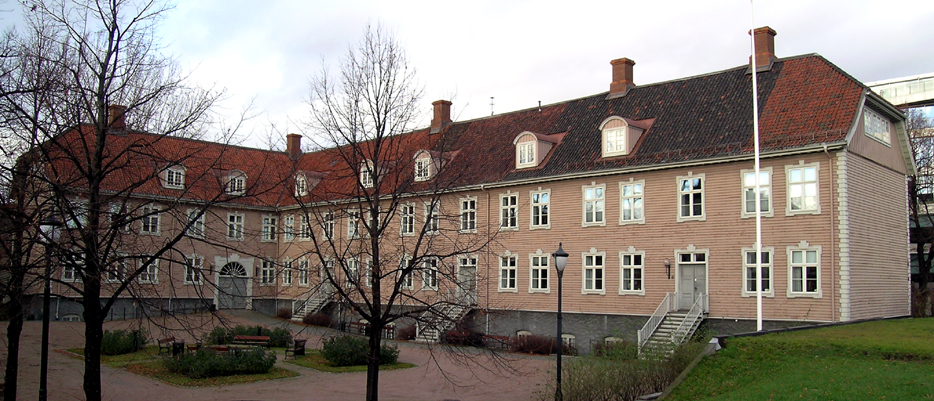
Från den inre gårdsplanen.

Empirekvartalet var en bebyggelse i empirestil i Oslo, vilken låg i kvarteret som avgränsas av Akersgata, Apotekergata, Grubbegata och Hospitalsgata, på delar av de tomter där Regjeringskvartalet uppfördes. Bebyggelsen bestod av fyra byggnader, av vilket Militærhospitalet var uppfört i liggande timmer utvändigt klätt med panel. De övriga byggnaderna var uppförda i sten. Bebyggelsen uppfördes under första hälften av 1800-talet. Stenbyggnaderna ritades av arkitekten Christian H. Grosch och timmerbyggnaden av arkitekten och byggmästaren Johan Raphael Pousette.
Timmerbyggnaden uppfördes ursprungligen som ett militärsjukhus (därav namnet) år 1807 då det var så många sjuka och sårade soldater på Akershus fästning att det blev ett säkerhetsproblem. Dessutom pågick Napoleonkrigen i Europa, och man ville vara förberedda på att behovet kunde öka ytterligare.
Som följd av självständigheten år 1814, hade Norge som ny stat behov av att få ett eget Rikshospital, och alla byggnaderna i kvarteret byggdes om för detta ändamål. Av denna anledningen fick timmerbyggnaden utvändig panel. Det nya rikshospitalet öppnades år 1826 och höll till här fram till 1883, då det flyttade in i nya byggnader i Pilestredet. Därefter blev husen i kvarteret kontor för departement och polis/åklagarmyndighet.
Stenbyggnaderna revs 1954 för att ge plats åt de nya regeringsbyggnaderna, trots starka protester från antikvariska myndigheter. 1962 revs Militærhospitalet för att ge plats till Y-blocket. Byggnadsmaterialet från Militærhospitalet blev märkt och lagrat på Norsk Folkemuseum, och byggnaden återuppbyggdes 1983 på Grev Wedels plass i Oslo. Byggnaden hyser i dag Norsk kulturråd.